# Sleepin’ On My Couch
A Sleepin' On My Couch című dal az amerikai Del Tha Funkee Homo Sapien debütáló kislemeze, melyen az I Wish My Brother George Was Here című első stúdióalbumon található.
A dal slágerlistás helyezést nem ért el.

## Megjelenések
12"  Elektra – 0-66527
- A1	Sleepin' On My Couch (Vocal Version) 3:19
- A2	Sleepin' On My Couch (Instrumental) 3:19
- B1	Ahonetwo, Ahonetwo (Vocal Version) 2:46
- B2	Ahonetwo, Ahonetwo (Instrumental)	 2:47

## Közreműködő előadók
- A&r – Mr. Dante Ross
- Co-producer – Del
- Vezető producer – Ice Cube
- Menedzser – Pat Charbonet
- Master – Big Bass Brian
- Producer – D.J. Pooh
- Írta – D.J. Pooh, Delvon